# عقده الوهالين (شبام)
'

تعديل مصدري - تعديل

عقده الوهالين هي إحدى قرى عزلة شبام بمديرية شبام التابعة لمحافظة حضرموت، بلغ تعداد سكانها 303 نسمة حسب تعداد اليمن لعام 2004.